# Kamionka (gmina Jakubów)
Kamionka – wieś sołecka w Polsce położona w województwie mazowieckim, w powiecie mińskim, w gminie Jakubów.
Wierni Kościoła rzymskokatolickiego należą do parafii Trójcy Świętej w Wiśniewie, a wierni Kościoła Starokatolickiego Mariawitów należą do parafii Trójcy Przenajświętszej w Wiśniewie.
Wieś królewska  położona była w 1580 roku w powiecie warszawskim ziemi warszawskiej województwa mazowieckiego. W latach 1975–1998 miejscowość należała administracyjnie do województwa siedleckiego.
Przez miejscowość przepływa niewielka rzeka Osownica, dopływ Liwca.